# 東寺長者
東寺長者（とうじちょうじゃ）は、東寺（教王護国寺）の管理者・長官である僧侶の呼称。東寺真言宗の長であると共に、真言宗の最高位としての権威を兼ね備えた。正式には単に長者（ちょうじゃ）と呼ばれているが、氏長者と紛らわしいために「東寺長者」と呼ばれることが多い。厳密な意味での初代長者は、承和3年（836年）5月に補任された実恵である。ただし、後世の寺伝では、東寺別当だった弘法大師空海を第1世長者と数える場合が多い。はじめは定員1名だったが、順次増員されて最終的に安和2年（969年）に定員4名となり、その中での筆頭は特に一長者（いちのちょうじゃ）または一阿闍梨と呼ばれた。また、一長者は律令制における全仏教界の上首である法務（正法務）も兼任する慣例だった。
この他、中世には東寺座主（とうじざす）という僧職もあった。東寺長者よりさらに上の地位であり、鎌倉時代後期に後宇多上皇が東寺一長者経験者の禅助や道意を補任したのが始まりである。のち南朝の後醍醐天皇が再興し、かつて建武政権下で第120代東寺一長者を務めたこともある文観房弘真が、延元4年/暦応2年（1339年）6月26日に第3代東寺座主に補任された。ただし、文観の東寺座主は実権の伴わない名誉職的なものであり、後醍醐が父である後宇多の仏教政策を継承していることや、南朝が真言密教の大寺院に対しても任命権を持っていることなどを示すための政治的意図が大きかったと考えられている。南朝の衰亡と共に自然消滅した。
歴代東寺長者の記録としては、久安元年（1145年）に初版が完成し、以後順次増補された『東寺長者補任』が根本史料である。

## 略歴
真言宗を開いた弘法大師空海の御遺告（ごゆいごう、遺言）に従って承和3年（836年）5月に実恵が任命されたのが最初である。ただし、『帝王編年記』『東寺長者補任』『付法纂要抄』など後世の記録類は、東寺別当だった空海を第1世長者として扱っている。これは弘仁14年1月19日（823年3月5日）に嵯峨天皇が空海に建設中の東寺を与えてその造寺司別当（建設責任者）である「造東寺所別当」に任命したことに由来する。もっとも、東寺長者の役割を空海が遺した東寺を維持・管理・整備する責任者であると考えるならば、造東寺所別当を東寺長者の前身とみなして最初に東寺を整備した空海を初代と考えることも決して誤りではないと言える。
以後、長者は真言宗の僧侶から選ばれ、後には仁和寺・大覚寺・勧修寺・醍醐寺（三宝院）の4寺の中から勅任される慣習が成立した。これらの4寺の門跡である僧は、貴種である場合がほとんどであるため、自然と東寺長者も多く貴種出身者が占めた。また、延喜19年（919年）には観賢が東寺との対抗上、東寺長者とその権威を認めてこなかった同じ空海由来の金剛峯寺座主
（別当）を兼ねたことでその権威は大いに高まった。その後、御七日御修法の大阿闍梨の役目を務めるなど、宗派の代表としての役割を強化していった。
その定員は当初1名であったが、承和8年（841年）に2名、昌泰元年（898年）には3名、安和2年（969年）には4名に増員され、以降は4人の長者によって共同で寺務が執られた。ただし、2名および3名への増員時期については、異説も存在する。4人の長者には、設置された時期によって序列が有り、それぞれ一長者・二長者・三長者・四長者と呼ばれた。初代二長者は承和8年（841年）の真済、初代三長者は昌泰元年（898年）の峰斅、初代四長者は安和2年（969年）の寛忠である。
最上位の長者である一長者は一阿闍梨とも呼ばれ、また東寺の貫主（住職）として、貞観14年（872年）には律令制において仏教界・諸大寺を統率する「法務」も兼ねる慣習が成立した。なお、勅任制度は明治維新によって廃止された。現在では、東寺真言宗の管長の別称として用いられている。

## 東寺座主

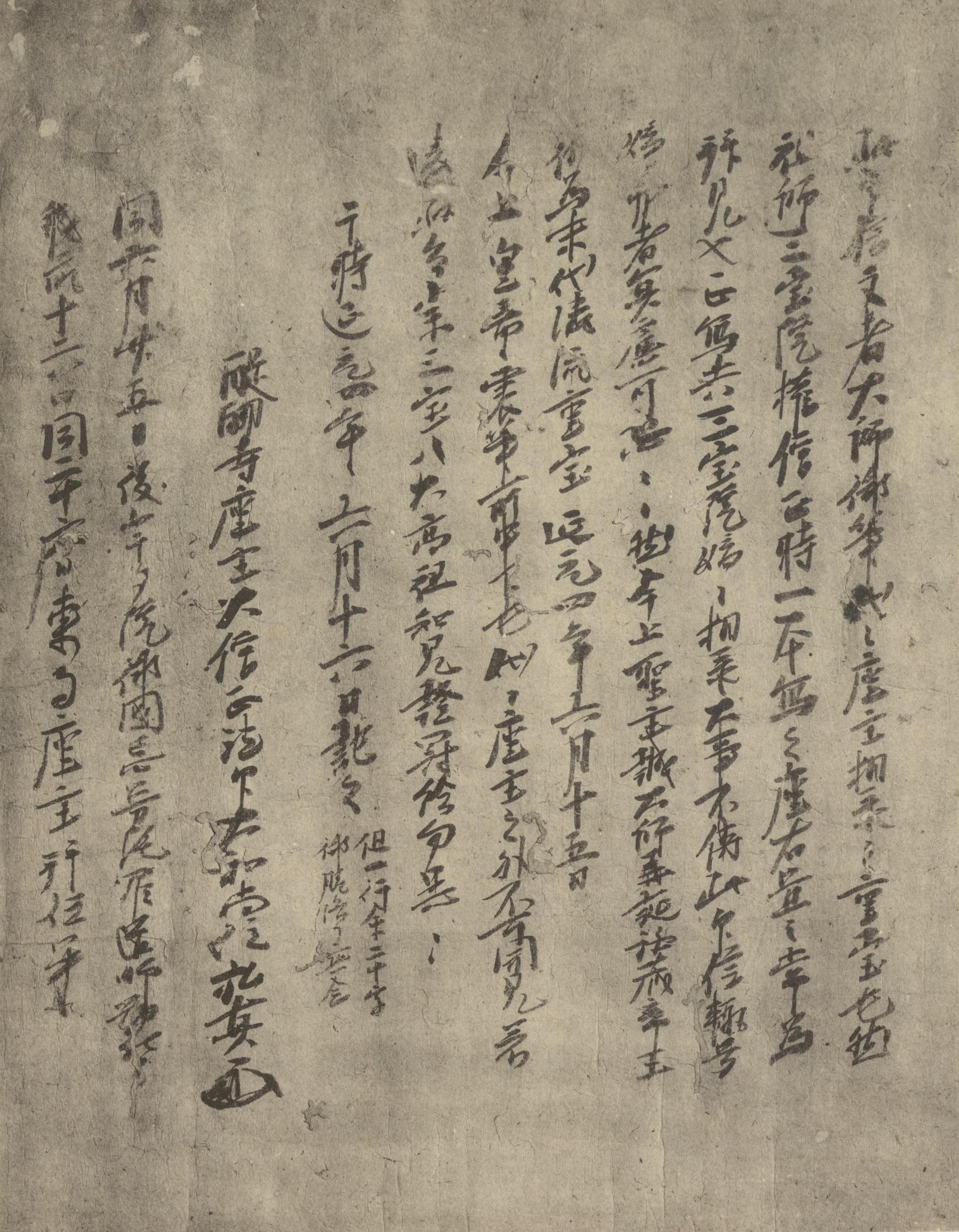
国宝『後醍醐天皇宸翰天長印信（蠟牋）』奥書（文観房弘真）

鎌倉時代後期には、真言密教に深く帰依した後宇多上皇が東寺座主という僧職を創設した。東寺長者よりさらに上位の権威を持つ真言密教最高位という意図があったと考えられている。初代東寺座主は第103代東寺一長者の禅助で、第2代東寺座主は第110代東寺一長者の道意である。
その後、南北朝時代に、南朝の後醍醐天皇が再興し、延元4年/暦応2年（1339年）6月26日に腹心で第120代東寺一長者だった文観房弘真を補任した（『後醍醐天皇宸翰天長印信（蠟牋）』奥書・『瑜伽伝灯鈔』）。ただし、仏教美術研究者の内田啓一によれば、当時大和国吉野（奈良県南部）にいた文観が東寺に対し実権を持っていたとは考えにくく、名誉職的なものであったのではないか、という。この補任は父帝である後宇多の供養を文観が行った次の日になされていることから、後醍醐が父帝の仏教政策を継承していることを再確認し、真言密教の大寺院に対して任命権を掌握しているという姿勢を示すという意図があったのではないか、と内田は推測している。

## 東寺長者補任
東寺長者補任（とうじちょうじゃぶにん）とは、東寺長者次第（とうじちょうじゃしだい）とも呼ばれ、東寺の歴代の長者人事について記録した文書のこと。
古くは11世紀半ばに仁海によって書かれた『仁海僧正自筆長者次第』などがあったといわれているが、現存最古のものとしては37代長者寛信が20年の歳月をかけて久安元年（1145年）に完成した『東寺長者補任』2巻がある。これには空海以来の歴代長者の任命日・俗姓・師資・年譜などが人別に記載されている。続いて寛元元年（1243年）頃に55代厳海までの師資・称号・俗姓・仁限・忌日などを記した選者不明の『東寺長者并高野検校等次第』1巻が著された。その後、延文/正平年間（1360年）頃に杲宝によって『東寺長者補任』5巻を撰した。これには東寺の歴史、歴代長者の師資・称号・俗姓・仁限・忌日・年譜などが詳細に記載されて長く東寺の基本史料とされたのみならず、杲宝の原本に増補が加えられて300年後の寛永11年（1635年）の分まで加えられた。その一方で杲宝の原本が余りにも膨大になってしまったために簡便な抄本版と言える貞治6年/正平22年（1367年）までの『東寺長者補任』1巻も作成された。